# Bentarique
Bentarique est une commune de la province d'Almería, Andalousie, en Espagne.

## Géographie

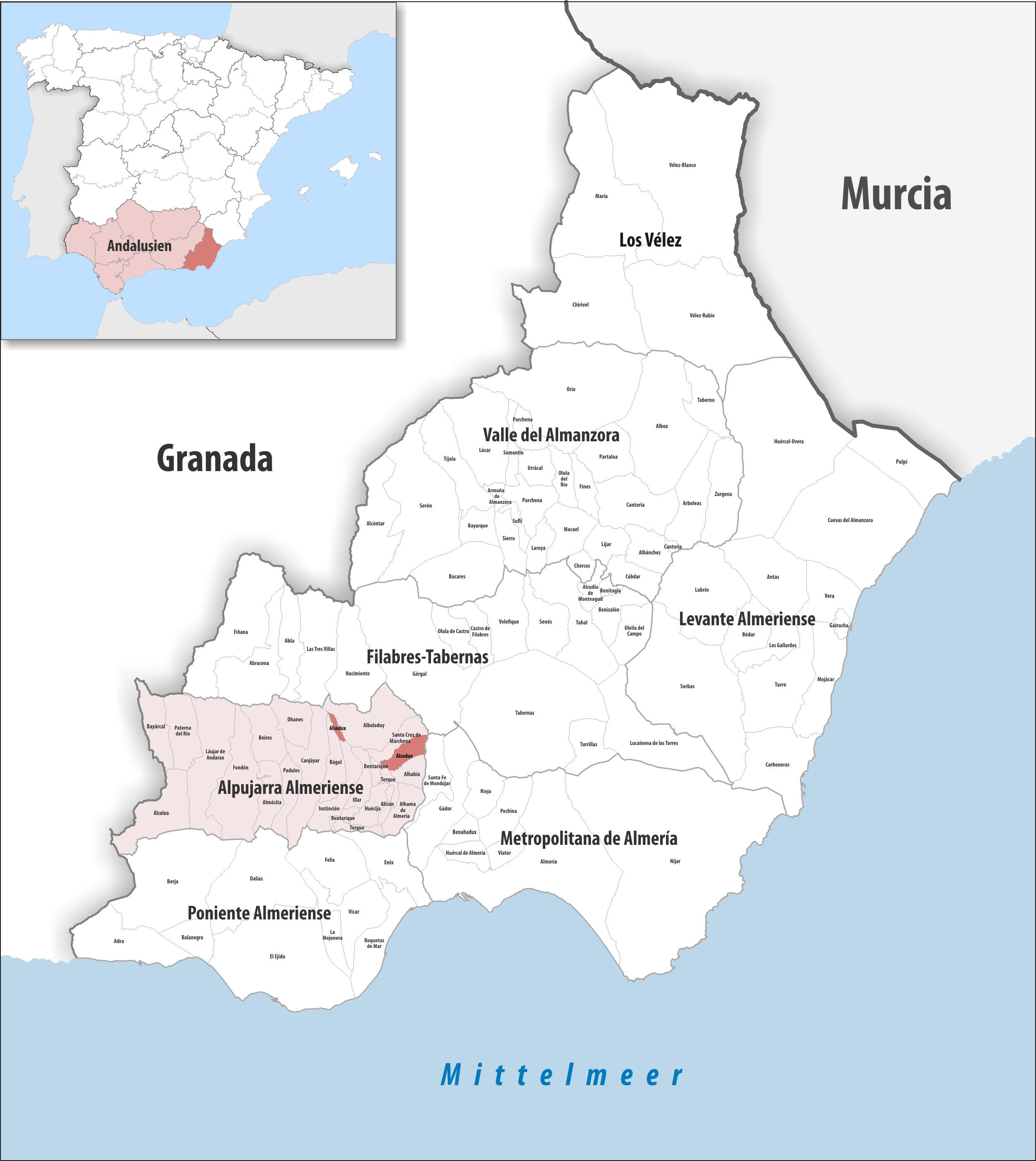
Alsodux dans la comarque Alpujarra almeriense, province d'Almería / en Andalousie

### Localisation
La commune d'Alsodux se trouve dans le sud-sud-est de l'Espagne, dans le sud de la province d'Almería et à la pointe est de la comarque Alpujarra almeriense.
Elle est vers l'extrémité est de la sierra de Gádor
Elle est en deux parties, éloignées d'un peu plus de 3 km l'une de l'autre.
Almería est à 33 km sud-est ;
Madrid à 520 km nord ;
Malaga à 234 km ouest ;
Gibraltar à 372 km ouest-sud-ouest (distances par route).
Alsodux fait partie de l'Alpujarra, petite région entre la sierra Nevada au nord et la mer Méditerranée au sud, limitée à l'ouest par la sierra de Lujar (es) et à l'est par la sierra de Gádor.

### Communes limitrophes
Partie de la commune au nord
Partie de la commune au sud
Cette partie d'Alsodux jouxte Felix et Enix au sud seulement par un quintipoint. Ce point est aussi l'endroit où se trouve la mare de la Chanata (es), petit espace humide protégé partagé entre Bentarique, Terque, Enix, Felix et Instinción.

### Généralités
La partie la plus au nord est traversée d'ouest en est par l'Andarax et est la plus verdoyante, avec de nombreuses plantations de vergers ; ce paysage agraire de Bentarique est listé comme paysage d'intérêt culturel.
La partie la plus au sud n'a aucun village, est beaucoup plus désertique, et atteint une altitude de 1 441 l dans sa pointe sud-ouest.

## Toponymie
Le nom de Bentarique viendrait de ce que le lieu a été la terre de la tribu berbère des Banu Tariq.

## Histoire
Au IXe siècle, le domaine musulman de Bentarique fait partie du territoire d'Urs al-Yaman et est lié au réseau défensif de la zone. Au XIIIe siècle, Bentarique passe sous la tutelle de la taha (es) de Marchena. Après la Reconquête, le lieu devient la propriété de la seigneurie des Cárdenas.
Le chef-lieu du taha (es) de Marchena était sur le cerro Marchena, à moins de 2 km au sud-est sur Terque, où se trouvent les restes d’une grande forteresse. De là on a vue sur Bentarique et son environnement agricole.

## Administration
| Période                                  | Période | Identité | Étiquette | Qualité |
| ---------------------------------------- | ------- | -------- | --------- | ------- |
| N/A                                      | N/A     | N/A      | N/A       | Maire   |
| Les données manquantes sont à compléter. |         |          |           |         |

## Économie
Vin de pays Ribera del Andarax
Elle fait partie de la zone couverte par l'appellation « vin de pays » (es) (Vino de la Tierra) Ribera del Andarax (es),
une indication géographique réglementée en 2003. 21 communes en font partie, toutes dans la province d'Almería : 
Alboloduy, 
Alhabia, 
Alhama de Almería, 
Alicún, 
Almócita, 
Alsodux, 
Beires,
Bentarique, 
Canjáyar, 
Enix, 
Felix, 
Gérgal, 
Huécija,
Illar, 
Instinción, 
Nacimiento, 
Ohanes, 
Padules,
Rágol, 
Santa Cruz de Marchena,
Terque.

## Lieux et monuments
Le paysage des environs immédiats de Bentarique est lié à la culture de l'eau, avec un système d'irrigation daté de l'époque musulmane et encore en usage pour la culture de vergers et d'agrumes, principales productions de la commune aujourd'hui.
L'aqueduc de Los Canalones, sur la rambla de La Solana, n'a qu'une vanne - cette dernière, maçonnée, a un arc surbaissé construit en brique.
Le trésor de Bentarique, découvert en 1896, comprend deux anneaux ou bracelets estampés, un collier en filigrane et neuf colliers de joaillerie avec un médaillon, le tour en or ; et deux bracelets en argent et un collier de pierres colorées. Les deux bracelets estampés sont volumineux mais ne sont pas en or massif : ils sont formés chacun de deux fines plaques d'or travaillé, recouvrant un noyau de pâte légère. De même, le travail au filigrane du grand collier donne l'impression d'un plus grand volume de matière précieuse,. 

Le tout a été placé dans un récipient en céramique et dissimulé, peut-être en vue de l'avancée chrétienne vers Grenade à la veille de l'année 1492. Il a été vendu au musée archéologique national de Madrid en 1922 pour 35 000 pesetas.
La Posnilla est une source d'eau thermale. Al Idrissi, géographe et chroniqueur du XIIe siècle, fait l'éloge des thermes de Posnilla ou Poznilla et les relie au monde romain. Il y a un abreuvoir d'environ 10 m de longueur. Elle est située à la sortie du pont de la route AL-3406 qui relie Bentarique et Íllar, à environ 100 m du côté d'Íllar par la déviation de l'ancienne route, sous le pont de la route.
Le parc de Palomas buchonas, en périphérie sud-ouest du village, est une réserve ornithologique.